# Louis Du Miny
Louis Du Miny est un maître écrivain parisien actif au milieu du XVIIe siècle.

## Biographie
Il est né aux alentours de 1600, et se fait recevoir maître le 16 janvier 1622 dans la Communauté des maîtres écrivains jurés de Paris. Il en devient syndic en 1637.

## Œuvres
D'après Mediavilla, sa main est très proche de celle de Louis Barbedor.
- [Recueil d'exemples]. S.n., vers 1647-1648. 4°, 15 pl. gravées par Robert Cordier. Cat. Taupier n° 54.
- Lettre de convocation des maîtres écrivains de la Communauté en date du 10 novembre 1637. Citée d'après Mediavilla.